# Castel di Decima

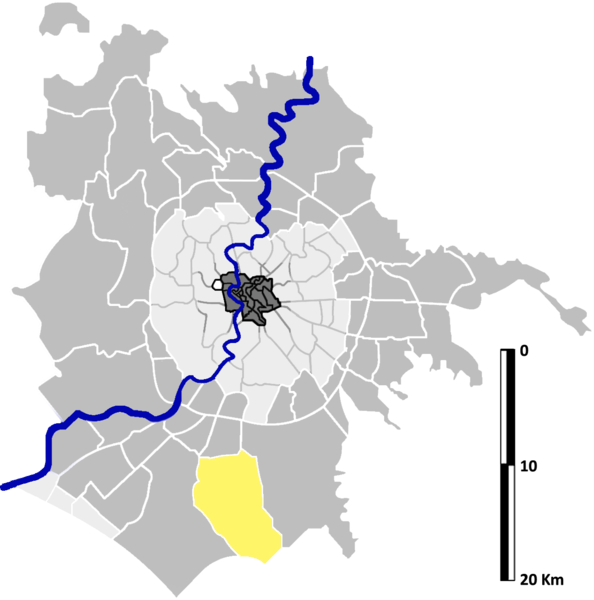
Lage von Castel di Decima in Rom

Castel di Decima bezeichnet die 26. Zone, abgekürzt als Z.XXVI, der italienischen Hauptstadt Rom. Im Gegensatz zu den Rioni, Quartieri und Suburbi sind es die ländlicheren Gebiete von Rom. Sie gehört zum Municipio IX und zählt 12.145 Einwohner (2016). Sie befindet sich im Südosten der Stadt außerhalb der römischen Ringautobahn A90 und hat eine Fläche von 46,5486 km².
Das Gebiet grenzt an die Gemeinde Pomezia.

## Geschichte
Im Mittelalter wurde das Castel di Decima mit den dazugehörigen Befestigungsanlagen gebaut. 
Castel di Decima wurde am 13. September 1961 durch Beschluss des Commissario Straordinario gegründet. Damals wurde der Ager Romanus in 59 Zonen geteilt, denen eine römische Zahl zugeteilt und ein Z vorgestellt wurde. Davon wurden sechs an die neugegründete Gemeinde Fiumicino komplett ausgegliedert und drei weitere teilweise.